# Erik II av Sachsen-Lauenburg
Erik II av Sachsen-Lauenburg, född 1318/1320, död 1368/1369, var regerande hertig av Sachsen-Lauenburg från 1361 till 1368.

## Biografi
Erik II var son till hertig Erik I av Sachsen-Lauenburg (död 1361) och Elisabeth av Pommern (död 1349).
Han ingick ett bröllopskontrakt i Trittau redan 22 mars 1327 följt av en vigsel 1342/1349 med Agnes av Holstein (död 1386/1387, begravd i Ratzeburgs katedral), dotter till greve Johan III av Holstein (död 1359) och Katharina av Glogau (död 1323/1326). Paret fick följande barn:
1. Erik IV av Sachsen-Lauenburg (1354–1412), hertig av Sachsen-Lauenburg
2. Agnes av Sachsen-Lauenburg (död efter 1387), gift med hertig Wilhelm "Långben" av Braunschweig-Lüneburg (död 1369)
3. Jutta av Sachsen-Lauenburg (död 1388), gift med hertig Bogislav VI av Pommern (död 1393)
4. Mechthild av Sachsen-Lauenburg (död efter 1405), abbedissa av Wienhausen